# Naletale
Naletale (hay Nalatale) là tàn tích nằm cách sông Shangani khoảng 25 km về phía đông ở tỉnh Matabeleland Nam, Zimbabwe và nằm phía đông di tích Danangombe.

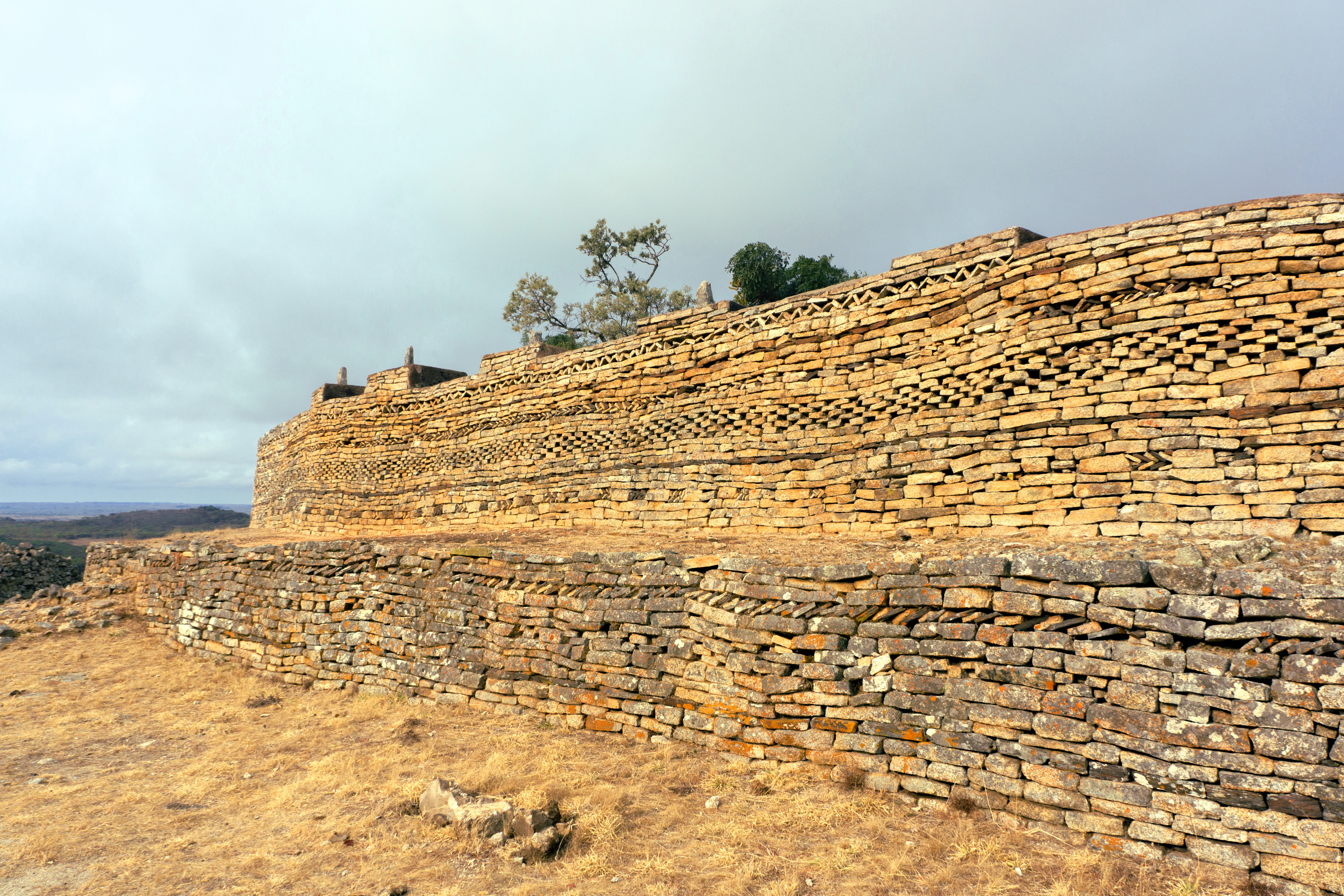
Tường Naletale

Các tàn tích được cho là thuộc về nhà nước Torwa Kalanga từ thế kỷ 17, và bị Rozvi cai trị thế kỷ 18-19. Tâm điểm là bức tường khổng lồ bằng đá mang nhiều trang trí kiến trúc Zimbabwe cổ truyền. Những kẻ săn báu vật đã làm hư hại nặng nhưng đây vẫn là một trong những di chỉ khảo cổ được bảo tồn tốt nhất và ấn tượng nhất ở Zimbabwe.